# شرق المتوسط

دول شرق المتوسط وتضم(سوريا، مصر ، قبرص، لبنان، إسرائيل، فلسطين، والأردن.)

شرق البحر الأبيض المتوسط (بالإنجليزية: Eastern Mediterranean) هو المصطلح يشير إلى الأراضي أو الناحية الجغرافية لدول الواقعة إلى شرق البحر الأبيض المتوسط، أو تلك الواقعة في الجزء الشرقي، أو التي لديها روابط ثقافية مع هذه المنطقة في غرب آسيا، بمعنى آخر يشير المصطلح إلى الدول التي لها علاقة بدول منطقة شرق البحر الأبيض المتوسط. وهي اجدى مناطق العالم الست حسب تقسيم منظمة الصحة العالمية وتشمل 22 دولة منها قبرص،مصر ،سوريا، لبنان، فلسطين، إسرائيل، والأردن. بالإضافة إلى 16 دولة أخرى.

## الدول
تشمل بلدان وأقاليم شرق البحر الأبيض المتوسط قبرص، وتركيا (الأناضول)، ومقاطعة هاتاي الأصغر، وجزر دوديكانيسيا اليونانية، وبلدان لبنان، وسوريا، وإسرائيل، والأردن، ومصر.
نُحت مصطلح "شمال شرق البحر الأبيض المتوسط" للإشارة إلى دول البلقان الكبرى: ألبانيا، والبوسنة والهرسك، وبلغاريا، وكرواتيا، واليونان، وسلوفينيا، ومقدونيا الشمالية، وصربيا، وكوسوفو، والجبل الأسود، ورومانيا. وقد سعت دراسةٌ إحصائيةٌ أجراها خمسة مؤلفين عام 2019 إلى إضافة مولدوفا وأوكرانيا، اللتين يربطهما آخرون باقتصاد وتاريخ البحر الأسود. يُعدّ هذا المصطلح، المكون من ثلاث كلمات، تعبيرًا مُلطّفًا مُعقدًا عن شبه جزيرة البلقان، يستخدمه أولئك الذين يُشوّهون كلمة "البلقنة" ويُشيرون إلى أوجه تشابه مع صراعات أخرى في شرق البحر الأبيض المتوسط.
يضم المكتب الإقليمي لمنظمة الصحة العالمية لشرق البحر الأبيض المتوسط منطقة شرق البحر الأبيض المتوسط بالإضافة إلى المناطق الأخرى المتجاورة في منطقة أفرو-أوراسيا: غرب آسيا، وشمال أفريقيا، والقرن الأفريقي، وآسيا الوسطى، وأفغانستان، وباكستان.

## ثقافة البحر الأبيض المتوسط

WHO regions; yellow: WHO/Eastern Mediterranean Region)

ترتبط شعوب الشرق البحر الأبيض المتوسط معا ليس فقط بسبب موقعها الجغرافي، العرق، الأكلات الشعبية، العادات، التقاليد، اللغة، وتاريخ طويل جدا. السوري واللبناني، الفلسطيني والأردني، بالإضافة إلى الماروني القبرصي وشعوب البحر الأبيض المتوسط جميعها تتحدث العربية. اللهجات العامية لشرق البحر الأبيض المتوسط تختلف عن اللهجات العربية الأخرى. وأخذت من الآرامية والسريانية أو اليونانية بعض الكلمات والأسماء.

## البلدان
البلدان إلى شرق المتوسط تشمل:
- مصر
- لبنان
- سوريا
- ليبيا
- فلسطين
- تركيا
- اليونان
- قبرص

## المناطق

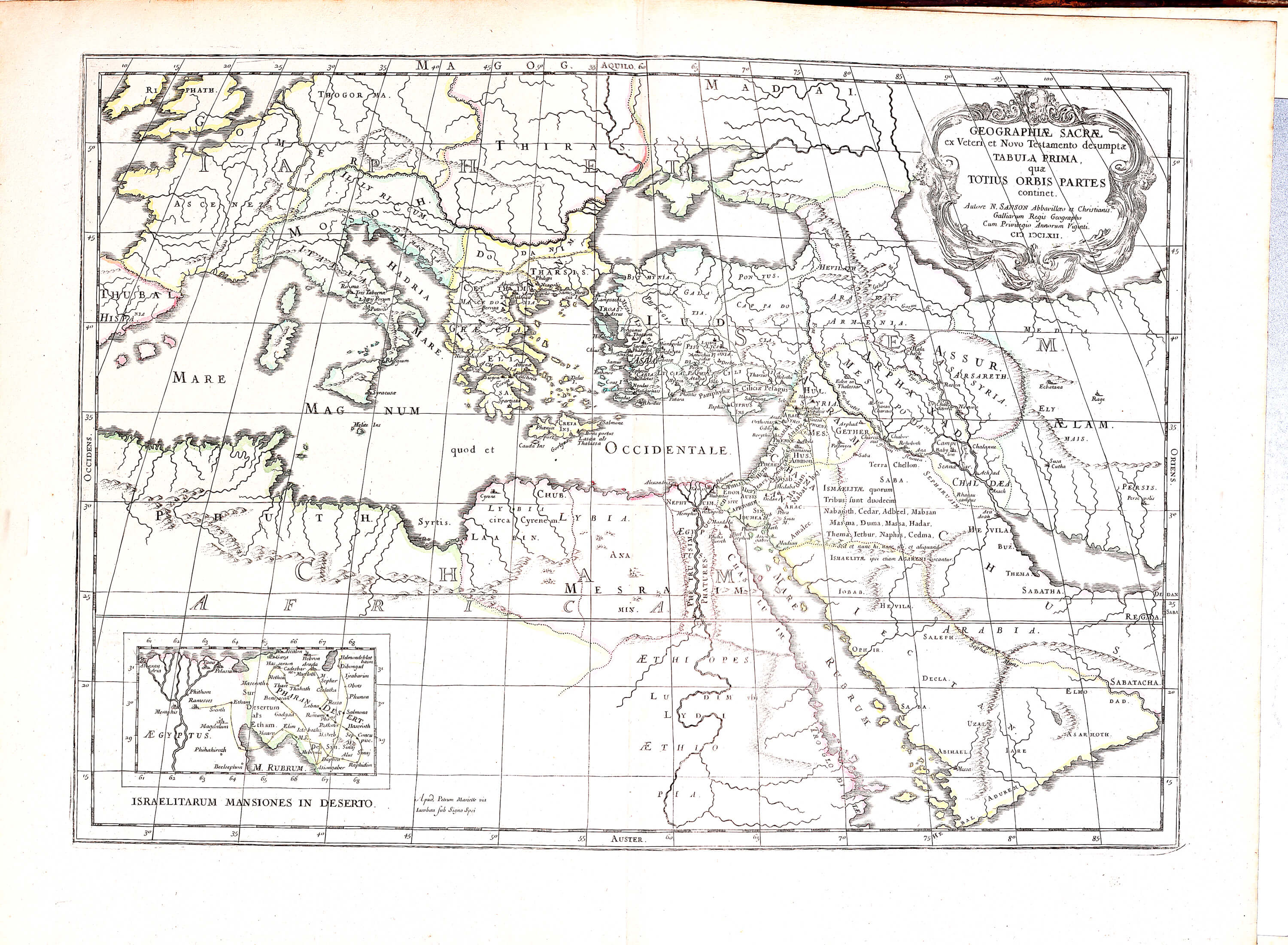
خريطة شرق المتوسط اليت رسمها نيكولاس سانسون، 1651.

يُفسَّر مصطلح منطقة شرق البحر الأبيض المتوسط عادةً بطريقتين:
- بلاد الشام، بما في ذلك الدول المجاورة لها تاريخيًا، والبلقان، وجزر اليونان.
- منطقة سوريا وبلادالشام مع جزيرة قبرص (المعروفة أيضًا باسم بلاد الشام)، ومصر، وجزر دوديكانيسيا اليونانية، وتركيا الأناضولية.[11]

تُقسِّم منظمة الصحة العالمية العالم إلى ستة أقاليم تابعة لها، لأغراض إعداد التقارير والتحليل والإدارة. وفي هذا السياق، يُعد إقليم شرق المتوسط (EMR) أحد هذه الأقاليم الستة.

## انظر ايضا
- بلاد الشام
- الهلال الخصيب
- Indo-Mediterranean
- الشرق الأدنى
- الشرق الأدنى القديم
- أسماء الشام
- قائمة الدول المتوسطية
- حوض البحر الأبيض المتوسط
- مناطق منظمة الصحة العالمية